# Modern Love (David Bowie)
Modern Love è un brano musicale scritto ed interpretato dal musicista britannico David Bowie, prima traccia dell'album Let's Dance del 1983. La canzone venne pubblicata come terzo singolo estratto dal disco nel settembre dello stesso anno.

## Il brano
Bowie dichiarò che la fonte principale di ispirazione per il brano era stato Little Richard, e che la traccia proseguiva il tema di fondo dell'album dell'eterna lotta tra uomo e Dio. Qualche commentatore fece notare come esistessero delle somiglianze con il contemporaneo brano di Elton John I'm Still Standing, anche se le due tracce furono registrate separatamente circa nello stesso periodo all'insaputa l'una dell'altra.
Nel periodo nel quale Modern Love venne pubblicata su singolo in versione accorciata, il Serious Moonlight Tour di Bowie era pienamente in corso di svolgimento. La traccia divenne un momento molto popolare delle esibizioni durante il tour, e il videoclip diretto da Jim Yukich per la canzone venne realizzato con immagini provenienti da una tappa del tour datata 20 luglio 1983 a Filadelfia. Una versione dal vivo, registrata a Montréal il 13 luglio, venne inclusa come B-side del singolo.
Il singolo raggiunse la seconda posizione in classifica in Gran Bretagna, e la numero 14 nella Billboard Hot 100 statunitense. Ebbe inoltre un notevole successo nelle classifica di molti altri Paesi. Brano tra i più famosi di David Bowie, fu eseguito in occasione dell'esibizione dell'artista al Live Aid del 1985, e nei successivi Glass Spider Tour (1987) e Sound+Vision Tour (1990). Una nuova versione della canzone ri-registrata insieme a Tina Turner venne inoltre inclusa in uno spot pubblicitario della Pepsi nel 1987.

## Tracce singolo
7" EMI America / EA 158 (UK)
1. Modern Love [Edit] (Bowie) – 3:56
2. Modern Love [Live] (Bowie) – 3:43

12" EMI America / 12EA 158 (UK)
1. Modern Love (Bowie) – 4:46
2. Modern Love [Live] (Bowie) – 3:43

## Classifica
| Classifica (1983)                     | Posizione |
| ------------------------------------- | --------- |
| Australian Singles Chart              | 6         |
| Canadian Singles Chart                | 2         |
| Dutch Singles Chart                   | 10        |
| Irish Singles Chart                   | 3         |
| German Singles Chart                  | 27        |
| Swiss Singles Chart                   | 17        |
| U.K. Singles Chart                    | 2         |
| U.S. Billboard Hot 100                | 14        |
| U.S. Billboard Mainstream Rock Tracks | 6         |

## Formazione
- David Bowie: voce
- Stevie Ray Vaughan: chitarra in Modern Love
- Nile Rodgers: chitarra in Modern Love
- Carmine Rojas: basso
- Omar Hakim: batteria
- Robert Sabino: tastiere in Modern Love
- Mac Gollehon: tromba
- Robert Aaron: sassofono in Modern Love
- Stan Harrison, Steve Elson: sassofono
- Sam Figueroa: percussioni
- Earl Slick: chitarra in Modern Love (Live)
- Carlos Alomar: chitarra in Modern Love (Live)
- David LeBolt: tastiere in Modern Love (Live)
- Lenny Pickett: sassofono in Modern Love (Live)
- Frank Simms, George Simms: coro in Modern Love (Live)